# Campoplex puncticollis
Campoplex puncticollis là một loài tò vò trong họ Ichneumonidae.